# Sebastian Szałachowski
Sebastian Szałachowski (Lublino, 21 gennaio 1984) è un ex calciatore polacco, di ruolo centrocampista.

## Carriera
Il 15 giugno il Legia Varsavia ha annunciato che non avrebbe rinnovato il contratto.
Il 25 luglio 2011 si trasferisce al ŁKS Łódź con un contratto annuale.

## Palmarès

### Club

#### Competizioni nazionali
- Campionato polacco: 1

Legia Varsavia: 2005-2006
- Coppa di Polonia: 2

Legia Varsavia: 2007-2008, 2010-2011
- Supercoppa di Polonia: 1

Legia Varsavia: 2008